# آمریپرایس
آمریپرایس (انگلیسی: Ameriprise) شرکت سرمایه‌گذاری آمریکایی است، که در سال ۱۸۹۴ تأسیس شد.